# Juan Carlos Franco
Juan Carlos Franco (Assunção, 17 de abril de 1973) é um ex-futebolista paraguaio.